# Rittō (Shiga)
Rittō (栗東市 Rittō-shi?) es una ciudad localizada en la prefectura de Shiga, Japón. En junio de 2019 tenía una población de 69.029 habitantes y una densidad de población de 1.310 personas por km². Su área total es de 52,69 km².

## Geografía

### Localidades circundantes
- Prefectura de Shiga
  - Yasu
  - Konan
  - Kōka
  - Ōtsu
  - Kusatsu
  - Moriyama

## Demografía
Según datos del censo japonés, la población de Rittō ha aumentado en los últimos años.
| Año del censo | Población |
| ------------- | --------- |
| 1995          | 48.759    |
| 2000          | 54.856    |
| 2005          | 59.869    |
| 2010          | 63.655    |
| 2015          | 66.749    |